# Хрещення Святим Духом
Хрещення Святим Духом (або Хрещення у Святім Дусі) — термін у християнському богослов'ї, що згадується у Біблії та означає подію в житті християнина або в історії християнської церкви. Хрещення Святим Духом відрізняють від водного хрещення та часто пов'язують з приєднанням до Християнської Церкви, одержання дарів Святого Духа (миропомазання) і помазанням на християнське служіння.
Термін хрещення Святим Духом (або у Святім Дусі) походить з Нового Заповіту і всі християнські конфесії приймають його як теологічне поняття. Проте різні християнські деномінації по-різному інтерпретують його значення через доктринальні відмінності, в тому числі стосовно спасіння та еклезіології. Як наслідок, існують різні визначення хрещення Святим Духом: як складова таїнства хрещення, як синонім народження згори, синонім християнського вдосконалення або як іншу (вторинну) дію благодаті, яка дає змогу людині мати християнське життя та служіння.
До виникнення Руху святості в середині XIX століття і п'ятдесятництва на початку XX століття більшість деномінацій вірила, що християни отримують хрещення Духом Святим або під час навернення до християнства й народження згори, або через обряди християнського посвячення, як водне хрещення та миропомазання. Однак зі зростанням і поширенням п'ятдесятницьких і харизматичних церков переконання в тому, що хрещення Святим Духом є окремим від народження згори переживанням, набуло величезного значення.

## Біблійний опис

### У Старому Заповіті
В християнському богослов'ї дія Святого Духа за Старого Заповіту розглядається як менш масштабна у порівнянні з Новим Заповітом, після явлення у день П'ятидесятниці. Адже дар Святого Духу був доступний лише для обраного кола пророків, первосвящеників і царів. Часто названий в равіністичній літературі «духом пророцтва», Святий Дух тісно асоціювався з пророцтвами й божественним натхненням. В Юдаїзмі очікується, що в майбутній месіанській ері Бог виллє свій Дух на весь Ізраїль, що стане народом пророків.

### Канонічні Євангелія
Дослівно фраза «хрещення Святим Духом» не зустрічається в Новому Заповіті, але в канонічних євангеліях містяться дві форми цієї фрази з дієсловом «хреститиме» (від грец. βαπτίσει, яке означає «занурювати», «окунати» або «пірнати»).
Про хрещення говорив Іван Хреститель, який протиставляв своє водне хрещення на відпущення гріхів — хрещенню Ісуса Христа. У Євангеліє від Марка та Євангеліє від Івана Хреститель проголосив, що Ісус «христитиме Святим Духом», а в Євангеліє від Матвія та Євангеліє від Луки — «Він христитиме вас Святим Духом й огнем.»
Хоча сам Ісус не отримував хрещення Святим Духом, проте після того, як Іван Хреститель здійснив водне хрещення Ісуса в Йордані, Святий Дух спустився на Ісуса і помазав Його, як було визначено для Нього Батьком. Після цього Ісус розпочав Своє служіння і являв силу Святого Духа, словом виганяючи демонів, зцілюючи хворих і владно навчаючи народ.

### Дії апостолів

«Зішестя Святого Духа» Ель Греко (1597 рік) зображає день П'ятидесятниці, язики полум'я і голуба, які представляють Святий Дух

Фраза «хрещені Святим Духом» трапляється в книзі Дії двічі. Вперше в Дії 1:4-5 і вдруге в Дії 11:16. Крім того в значенні «хрещення Духом Святим» використовується й інша термінологія, наприклад «спо́внились Духом Святим». В будь-якому разі мова йде про цілковите отримання Духа. Хрещення Святим Духом в багатьох місцях описується як «Я виллю від Духа Свого», «злив Він», «прийняли́ вони Духа Святого», «зли́нув Святий Дух», «Дух Святий злине на вас», «зійшов на них Дух Святий». «Виллю» говорить про «надмір» і відображає сказане в Івана 3:34 «Духа дає Бог без міри». Вирази «зійшов на», «сходив на» стосуються твердження Ісуса в Луки 24:49 «І ось Я посилаю на вас обі́тницю Мого Отця; а ви позоста́ньтеся в місті, аж поки зодя́гнетесь силою з висоти.» Слова «сходити на» і «зодягнутись» говорять про обдарування Святим Духом, володіння ним.
Розповідь у Діях починається з розп'яття і воскресіння Ісуса. Воскреслий Ісус наказує Своїм учням чекати в Єрусалимі на хрещення Святим Духом і пообіцяв їм: «ви при́ймете силу, як Дух Святий злине на вас, і Моїми ви свідками бу́дете в Єрусалимі, і в усій Юдеї та в Самарії, та аж до останнього кра́ю землі.» Після Свого вознесіння Він вилив Святого Духа в новій повноті й силі.
В Новому Заповіті месіанські очікування з раннього Юдаїзму сповнилися у день П'ятидесятниці, як це записано в книзі Дії (2:1-4). Християнська община зібралася разом у Єрусалимі. Почувся звук з небес як буревій і язики, схожі на язики полум'я, опустилися на кожного. Вони сповнилися Духу Святого й почали говорити іншими мовами, чудесним способом прославляючи Бога іноземними мовами. Зібрався натовп, до якого звернувся апостол Петро. Він заявив, що те, що відбулося було виконанням пророцтва пророка Йоіла — «І буде останніми днями, говорить Госпо́дь: Я виллю від Духа Свого на всяке тіло, — і будуть пророкува́ти сини ваші та ваші до́ньки». Потім він пояснив як виливається Дух, розповідаючи про служіння Ісуса, Його страсті, а потім проголосив про воскресіння Ісуса та Його сходження на престол по праву руку від Бога-Отця. У відповідь натовп запитав Петра про те, що їм робити. Він відповів, що вони повинні покаятися і хреститися задля прощення гріхів, щоб отримати дар Святого Духу. Петро закінчив свою промову, зазначаючи, що «для вас ця обі́тниця, і для ваших дітей, і для всіх, що дале́ко знаходяться, кого б тільки покликав Госпо́дь, Бог наш.»
хрещення Святим Духом зустрічається і в інших місцях Дій. Блага звістка була проголошена в Самарії і апостоли Петро та Іван були відправлені з Єрусалиму. Новонавернені прийняли водне хрещення, але Святий Дух на них ще не зійшов. Самаряни отримали Святого Духа, коли Петро та Іван поклали на них свої руки. Апостол Павло також наповнився Духом Святим, коли Ананія з Дамаска поклав на нього свої руки, а після цього Павло прийняв водне хрещення.
Пізніше в Діях Петро проповідував благу звістку дому сотника Корнилія, язичника. Коли він проповідував, Святий Дух зійшов на всіх, хто слухав, і вони почали говорити іншими мовами. Віруючі євреї, що були з Петром, дивувалися, що дар Духа Святого полився також на язичників. Люди з цього дому прийняли водне хрещення. Коли апостол Павло був в Ефесі, він знайшов там учнів та дізнався, що вони не знали про існування Святого Духа, а лише прийняли хрещення Івана Хрестителя. Після того як Павло хрестив їх в ім'я Ісуса, він поклав на них свої руки, на них зійшов Святий Дух і вони почали говорити іншими мовами й пророкувати.

## Історія

### Раннє християнство
В ранній Церкві покладання рук на новоохрещеного для наділення його даром Святого Духу започаткувало таїнство миропомазання. У Східному християнстві миропомазання продовжували правити негайно після водного хрещення. Розділення на два обряди відбулось у Західному християнстві.

### Ера реформації та Пуританство (XVI—XVII століття)
Згідно вчення Ульріха Цвінглі, лідера протестантських реформаторів в Швейцарії, розрізняли три види хрещення: водне хрещення, хрещення навчанням (отримання знань щодо християнської релігії) і хрещення Духом. При тому, що повне хрещення повинно включати всі три види, Цвінглі підкреслював, що зовнішні хрещення (водою і навчанням) не можуть дати спасіння. Натомість, внутрішнє хрещення (Духом) може спасти саме, оскільки воно дарує віру. На думку Цвінглі, тр хрещення могли даватись окремо. При цьому хрещення Духом могло відбуватися і першим, і останнім за порядком.
Багато пуритан вірило, що за переживанням навернення до християнства пізніше слідувало окреме переживання Святого Духу. Це переживання характеризувалося отриманням упевненості в спасінні. Англійський пуританин Томас Гудвін прирівнював це переживання до хрещення Святим Духом і «печатки Духа», що згадується у Посланні до Ефесян.

### Весліянство та Рух вищого життя (XVIII і XIX століття)

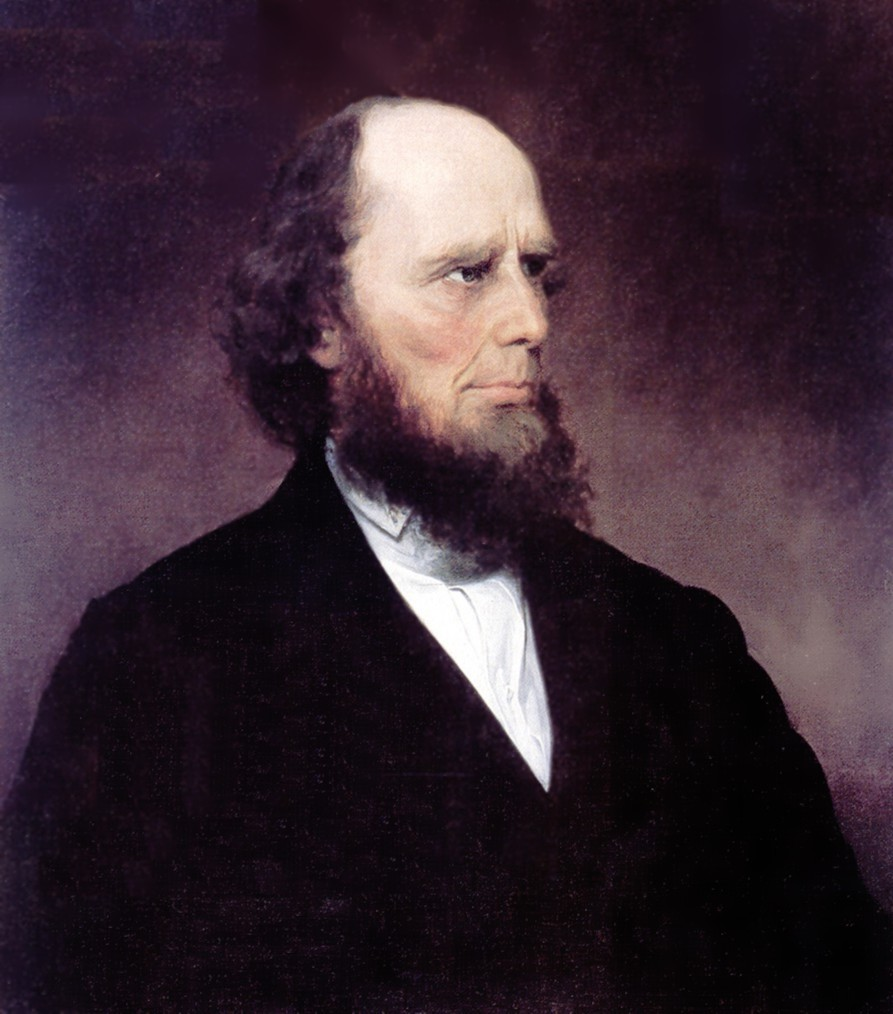
У широкий вжиток термін «хрещення Святим Духом» увів пресвітеріанський служитель, лідер Другого великого пробудження Чарльз Фінні

У вченні Джона Веслі, засновника методизму, говориться, що, хоча народження згори є початком християнського життя, вроджений гріх залишається і його необхідно видаляти протягом пожиттєвого процесу морального очищення (освячення). Проте Джон Вільям Флетчер, якого Веслі призначив своїм наступником, називав християнське вдосконалення «хрещенням у Святий Дух».
Богослов Джеймс Данн зазначає, що ранні переконання методистів можуть бути прямо зв'язані з пуританським вченням про Святого Духа.
В Америці середини XIX століття у весліянському Русі святості почали вчити, що все освячення є не стільки процесом, скільки станом, в який людина входить вірою в певний момент часу. Це, як його часто називали, друге благословення дозволяло християнам звільнитися від сили гріха. Серед прихильників Руху святості хрещення Святим духом було синонімом освячення другим благословенням.
Після свого навернення в 1821 році пресвітеріанський служитель і відродженець Чарльз Ґрандісон Фінні пережив те, що він назвав «хрещенням в Святий Дух», яке супроводжувалося «невимовними поривами» хвали. Фінні та інші реформатські письменники, відомі як Оберлінські перфекціоністи, погоджувалися, що після навернення відбувається переживання, що змінює життя. Але, на відміну від своїх колег з весліянського Руху святості, вони вважали це тривалим процесом, який дає віруючим можливість повністю присвятити себе служінню Христа. Схожим чином в англійському Русі вищого життя вчили, що друге благословення є «обдаруванням силою». Згідно з цим поглядом, хрещення Духом дає християнам здатність бути свідками благої звістки й здійснювати християнське служіння. Весліянські вчителі робили акцент на чистоті, в той час як «оберлінці» і прихильники «вищого життя» підкреслювали силу, як визначальний наслідок хрещення Духом.

### XX століття
На початку 1890-х років канадський євангеліст Руху святості Хорнер ввів богословське розмежування, важливе для розвитку п'ятидесятництва. Він стверджував в своїх книгах «П'ятидесятниця» (1891) і «Біблійні доктрини» (1909), що хрещення в Святий Дух не є синонімом другого благословення. Натомість, воно фактично є третинною дією благодаті, наступною після спасіння й освячення, яка надає віруючому можливість служіння. Американський проповідник Чарльз Парем спирався на цю доктринальну основу, коли визначив говоріння на інших мовах як біблійне свідчення хрещення Духом

## Точки зору
Кожен з поглядів на хрещення Духом, що існують поміж християнськими традиціями, можна віднести до однієї з трьох основних груп: хрещення Духом як таїнство освячення (православ'я та католицтво), як переродження (Реформація), а також як отримання сили на свідчення (або євангелізм) та релігійне покликання (п'ятидесятники й харизмати).

### Таїнство освячення

#### Православна церква
У східних Церквах із переходом на масове хрещення у дитячому віці та збереженням ранньоцерковної дисципліни про вділення трьох таїнств християнського тайновведення у одній відправі таїнство миропомазання стали здійснювати священики через помазання ново-просвічених миром, яке освячував єпископ. Згідно з цією традицією православний требник приписує священикові одразу після хрещення вділяти охрещеному таїнство миропомазання. Творячи знак хреста на чолі, ніздрях, устах, вухах, грудях, руках, ногах новопросвіченого священик помазує його святим миром та проказує при кожному помазуванні слова: «Печать дара Святого Духа».

#### Католицтво
Римо-католицька церква вчить, що хрещення, конфірмація і Євхаристія — таїнства християнського втаємничення — закладають основу християнського життя. Життя християнина базується на хрещенні. Воно є «дверима духовного життя» і «означає і здійснює це народження з води і Духа». Помазання після хрещення (миропомазання) означає передавання дару Святого Духа новоохрещеному і заповідає друге помазання святим миром, яке буде дане пізніше при конфірмації, яка «підтверджує» й завершує хрещальне помазання.
Прийняття таїнства конфірмації необхідне для доповнення благодаті хрещення. Католики вірять, що наслідком миропомазання є повне вилиття Святого Духа, як воно було колись дане апостолам у день П'ятдесятниці. Для того, кому вділяється конфірмація, таїнство збільшує сім дарів Святого Духа (страх Божий, знання, мужність, рада, розум, мудрість, побожність), а також більш повно єднає з Христом і Церквою, дає силу сповідувати Христа й захищати віру.
Обряд конфірмації направляє охрещену людину до місії. Багато літургійних текстів нагадують вірянину, якого миропомазують, що дар Святого Духу дається зі сподіванням, що його буде використано для служіння церкві й світу.

### Переродження
Основне положення щодо хрещення Духом серед реформатських церков, диспенсаціоналістів і багатьох баптистів полягає в тому, що хрещення Святим Духом відбувається одночасно з переродженням, коли ті, хто має віру в Ісуса Христа, отримують Святого Духа й приєднуються до тіла Христа (Церкви).
Уявлення євангельських християн-баптистів про хрещення Святим Духом теж тісно пов'язане з концепцією переродження (відродження або народження згори). На їх думку, в Новому Заповіті хрещення Святим Духом не є ані водним хрещенням, ані сповненням Святим Духом, ані переживанням, що слідує за відродженням і спасінням людини. Вважається, що це абсолютно різні події, хоча іноді вони можуть збігатись у часі. Як, наприклад, хрещення і сповнення Духом у день П'ятидесятниці, завдяки чому охрещені отримали незвичні дари. хрещення Святим Духом являє собою одноразову дію, в той час як сповнення Святим Духом відбувається знову й знову, тобто є повторюваною подією.

### Освячення
У методизмі й інших напрямках весліянства хрещення Святим Духом часто пов'язується з веденням освяченого життя. Хоча деякі методистські церкви ставляться до хрещення та миропомазання як до таїнств, вони при цьому не відкидають доктрину Веслі про християнське вдосконалення (або суцільне освячення).
Схожим чином, церкви Руху святості наголошують на суцільному освяченні як на визначеному переживанні, пов'язаному з хрещенням Духом. Освячення є дією Бога після переродження, яка перетворює віруючих у подібність зі Христом. Це стає можливим завдяки початковому освяченню (яке відбувається одночасно з переродженням і виправданням), суцільному освяченню і тривалій вдосконалюючій дії Святого Духа, яка досягає найвищої точки при прославленні (англ. glorification). Суцільне освячення (на противагу початковому освяченню) є дією Бога, за якої віруючий звільняється від вродженого гріха та може всього себе присвятити Богу.

### Отримання сили

#### Класичне п'ятидесятництво

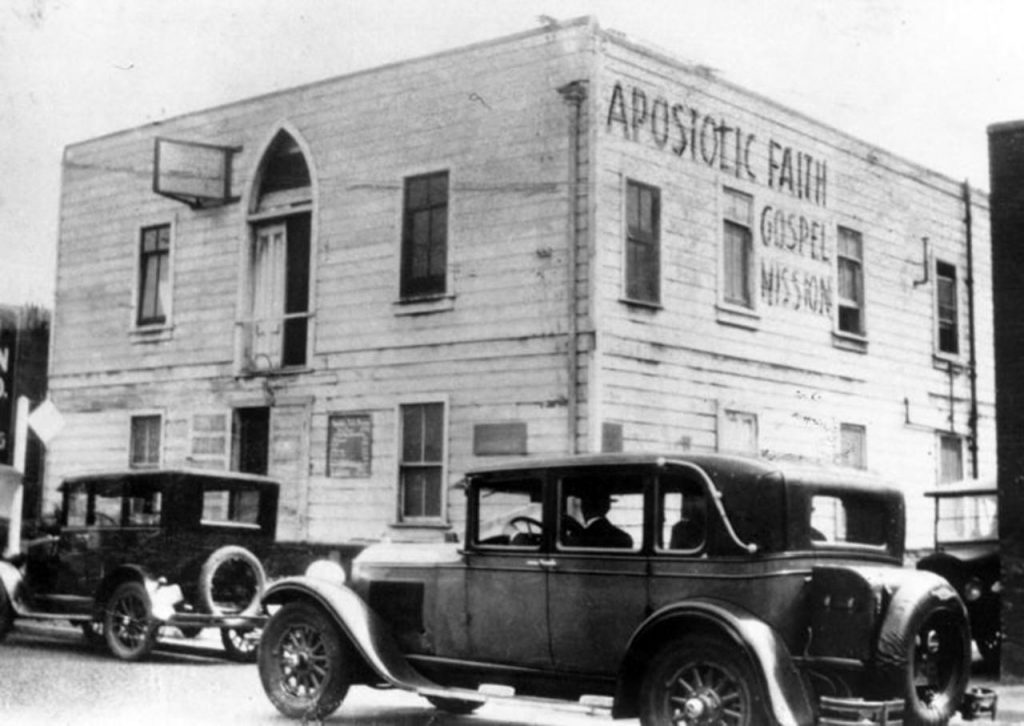
Місія «Апостольська Віра» на Азуза-Стріт (Лос-Анджелес) зараз вважається місцем народження п'ятидесятництва

Ближче до кінця XIX століття, особливо в Америці, у понятті «хрещення Святим Духом» акцент поступово перемістився від ідеї освячення й святості (очищувальне хрещення вогнем, омиваюче від гріха) до ідеї отримання сили на служіння. Переважно на підставі Лк. 24:49 і Дії 1:5,8. В той же час в США існував зростаючий інтерес до духовних дарів і кілька відомих лідерів Руху святості проповідували, що ці дари можуть і навіть повинні досі діяти в Церкві. Саме в такому контексті спалахнуло п'ятидесятництво, на довгий час найновіша й найуспішніша гілка християнства. А як повномасштабний рух воно бере початок у 1906 році з легендарних зібрань на Азуза-Стріт, Лос-Анджелес.
В класичному п'ятидесятництві під хрещенням Святим Духом розуміють окреме та відмінне переживання, яке відбувається через певний час після переродження. Це переживання споряджає та дає віруючим, сповненим Духом, силу на свідчення й служіння. Звідси також походить переконання, що духовні дари, згадані в Новому Заповіті, потрібно шукати й використовувати задля збудування Церкви в наші дні. П'ятидесятники вірять, що хрещення Святим Духом супроводжується фізичним свідченням говоріння іншими мовами (глосолалія).
Відповідно до п'ятидесятницької біблійної інтерпретації, із Євангелія від Івана (Ів. 20:22) видно, що учні Ісуса вже були народжені згори до того, як Святий Дух зійшов на день П'ятидесятниці. Також вони цитують біблійні приклади в книзі Дії (розділи 2, 8, 10 і 19), показуючи, що в Новому Заповіті поширене хрещення Святим Духом, яке відбувається після навернення. Слідуючи біблійному взірцю, вони стверджують, що християни сьогодні також повинні молитися за це хрещення, яке приносить більшу силу для служіння й свідчення.
На думку п'ятидесятників, християни у день П'ятидесятниці не просто прийняли інтелектуально якесь положення у вченні, що визначає ортодоксальну доктрину про Святого Духа. Вони також не задовольнились мовчазною згодою з туманною ідеєю, що в якийсь невизначений спосіб Святий Дух передавався їм під час навернення. Вони радісно та вдячно визнавали Його благі дії у їхньому переродженні й освяченні, але їх власне особисте прийняття Святого Духа було вкрай яскравим переживанням. Вони знали, коли Він прийшов, куди Він прийшов і як Він прийшов. Ніщо не розкриває це більше, ніж пронизливе запитання апостола Павла до деяких учнів, в яких він негайно відчув духовну нестачу життєво необхідної частини їх християнського спадку: «Чи ви Духа Святого одержали…?» Відзначається, що справа була не у доктринальному визнанні, а у переживанні. Таким чином ця ефеська «П'ятидесятниця» швидко виправила їх недолік і це було таким саме яскравим переживанням, як і для інших — «різними мовами стали вони промовляти та пророкувати!»
В п'ятидесятницькому досвіді хрещення Духом може бути доволі драматичним, як свідчить ранній п'ятидесятницький проповідник і богослов, Вільям Дарем, про свій випадок хрещення Духом:
|  | Мене подолала могутня повнота влади і я під нею опустився. Протягом трьох годин Він чудовим чином працював у мені. Моє тіло оброблялося частинами, по одній. І навіть шкіра на моєму обличчі смикалася і здригалася, і зрештою я відчув, як моя нижня щелепа почала дивним чином тремтіти. Це тривало недовго, аж поки моє горло почало збільшуватися та я відчув, як мої голосові органи почало нібито витягувати в іншу форму. О, як же дивно і чудово це було! І як благословенно було бути таким чином у руках Бога. І в самому кінці я відчув, як мій язик почав рухатися і мої губи - виробляти дивні звуки, які не походили з мого розуму. |

#### Харизматичний рух
Історичним корінням сучасних християн-харизматів є харизматичний рух 1960-х і 1970-х років. Вони відрізняються від п'ятидесятників, оскільки припускають різні точки зору щодо того, чи хрещення Духом відбувається після навернення та чи інші мови завжди є ознакою отримання хрещення.

Спільноти з Католицького харизматичного руху вірять, що існує наступне переживання посилення Святим Духом. Наголос в цій події робиться на вивільненні існуючих духовних дарів, які вже було дано людині через водне хрещення і миропомазання. Як зазначає католицький проповідник і богослов, Ран'єро Канталамеса:
|  | Хрещення в Дусі — це не таїнство, але воно стосується кількох таїнств. Хрещення в Дусі робить реальним і в якомусь сенсі оновлює християнське освячення. |

Протягом 1980-х років з'явився інший рух оновлення, названий Третьою хвилею Святого Духа (враховуючи, що першою було п'ятидесятництво, а другою — харизматичний рух). Харизмати третьої хвилі підкреслюють, що проповідування Євангеліє, на новозавітній взірець, повинно супроводжуватися знаменнями та дивами. Вони вірять, що всі християни хрестяться Святим Духом при наверненні, а наступні переживання правильніше називати сповненням Святим Духом. Найяскравішим представником цього руху вважають Джона Вімбера, старшого пастора християнської співдружності «Виноградник» (англ. Vineyard Christian Fellowship) і лідера асоціації церков «Виноградник» (англ. Association of Vineyard Churches), що в Анахаймі, Каліфорнія.

## Новозавітні згадування
- Мт. 3:11: «…Він христитиме вас Святим Духом…»
- Мр. 1:8: «…Той вас христи́тиме Духом Святим»
- Лк. 3:16: «…Він христитиме вас Святим Духом…»
- Лк. 24:49: «…ви позоста́ньтеся в місті, аж поки зодя́гнетесь силою з висоти». (див. сповнення Дії 2:1).
- Ів. 1:33: «…Той, Хто христитиме Духом Святим».
- Дії 1:4: «…обі́тниці Отчої…»; «…ви ж охрищені будете Духом Святим…»
- Дії 2:4: «Усі ж вони спо́внились Духом Святим, і почали́ говорити іншими мо́вами…»
- Дії 2:17: «Я виллю від Духа Свого…» (цитуючи Йоіл 3:1).
- Дії 4:31: «…перепо́внилися всі Святим Духом…»
- Дії 8:15: «…помолились за них, щоб Духа Святого вони прийняли́, бо ще ні на о́дного з них Він не схо́див…»; «…на них руки поклали, і прийняли́ вони Духа Святого!»; «…через наклада́ння апо́стольських рук Святий Дух подається…»
- Дії 9:17: «…Господь Ісус… послав ось мене, щоб… напо́внився Духа Святого!»
- Дії 10:44: «…зли́нув Святий Дух на всіх, хто слухав слова́.»; «…дар Духа Святого пролився…»; «…оцим, що оде́ржали Духа Святого…»
- Дії 11:15: «…зли́нув на них Святий Дух…»; «…ви ж охрищені будете Духом Святим…»
- Дії 19:2: «Чи ви Духа Святого одержали…?»; «…зійшов на них Дух Святий, — і різними мовами стали вони промовляти та пророкувати!»
- 1 Кор. 12:13: «Бо ми всі одним Духом охрищені в тіло одне, — чи то юдеї, чи ге́ллени, чи раби, чи то вільні, — і всі ми напо́єні Духом одним.»